# Théophile Durand

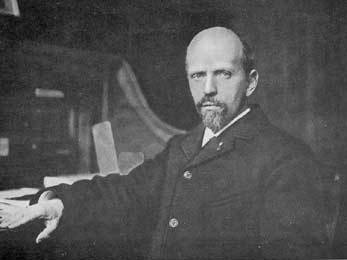
Théophile Alexis Durand

Théophile Alexis Durand (* 4. September 1855 in Saint-Josse-ten-Noode; † 12. Januar 1912 ebenda) war ein belgischer Botaniker. Sein offizielles botanisches Autorenkürzel lautet „T.Durand“.

## Leben und Wirken
Durand arbeitete mit Henri Pittier über die Schweizer Flora. Ab 1879 war er am Botanischen Garten von Belgien tätig und wurde dort in der Nachfolge von François Crépin Direktor. Er heiratete Sophie Van Eelde. Die botanische Illustratorin Hélène Durand (1883–1934) war ihre Tochter.
Beide arbeiteten für das Werk Genera Plantarum von George Bentham und Joseph Dalton Hooker.

## Ehrungen
Am 4. Juni 1904 wurde Durand korrespondierendes Mitglied und am 15. Dezember 1910 Mitglied der Académie royale des Sciences, des Lettres et des Beaux-Arts de Belgique.
Johann Otto Böckeler benannte 1896 die Sauergras-Gattung Durandia nach Durand. Die Gattung Durandeeldea Kuntze von 1891 ehrt Théophile Alexis Durand und seine Frau Sophie.

## Schriften (Auswahl)
- Contributions à l’étude de la flore suisse. Catalogue de la flore vaudoise. Lausanne 1882 (Digitalisat) – mit Henri Pittier.
- Index generum phanerogamorum usque ad finem anni 1887 promulgatorum in Benthami et Hooker «Genera Plantarum» fundatus cum numero specierum synonymis et area geographica. Brüssel / London / Berlin / Paris 1888 (Digitalisat).
- Primitiae florae costaricensis. 2 Bände, Brüssel 1891–1900 (Digitalisat) – mit Henri Pittier.
- Conspectus florae africae ou énumération des plantes d’Afrique. 2 Bände, Brüssel / Berlin / Paris 1895–1898 (Digitalisat) – mit Hans Schinz.
- Études sur la flore de l’État indépendant du Congo. 1. Teil,  Brüssel 1896 (Digitalisat) – mit Hans Schinz.
- Prodrome de la flore belge. 3 Bände, Brüssel 1898–1907 (Digitalisat) – mit Émile de Wildeman.
- Illustrations de la Flore du Congo. Brüssel 1898–1902 (Digitalisat) – mit Émile de Wildeman.
- Plantae thonnerianae congolenses ou énumération des plantes récoltées en 1896 par M. Fr. Thonner dans le district des Bangales. Brüssel 1900 (Digitalisat) – mit Émile de Wildeman.
  - = Annales du Musée du Congo. Botanique. 1. Folge, Faszikel 1–8.
- Index Kewensis plantarum phanerogamarum. Nomina et synonyma omnium generum et specierum ab initio anni MDCCCLXXXVI usque ad finem anni MDCCCXCV complectens. 1. Supplement, Brüssel 1901–1906 (Digitalisat) – mit Benjamin Daydon Jackson.
- Sylloge florae congolanae [Phanerogamae]. Brüssel 1909 (Digitalisat) – mit Hélène Durand (1883–1934).